# Hannes Stefánsson
Hannes Hlífar Stefánsson (ur. 18 lipca 1972) – islandzki szachista, arcymistrz od 1993 roku.

## Kariera szachowa
Od połowy lat 90. należy do ścisłej czołówki islandzkich szachistów. Jest jedenastokrotnym indywidualnych mistrzem Islandii, złote medale zdobył w 1998 i 1999 r., następnie bez przerwy w latach 2001–2008 oraz w 2010 roku.
Wielokrotnie reprezentował Islandię w turniejach drużynowych, m.in.: 
- jedenastokrotnie na olimpiadach szachowych (w latach 1992, 1994, 1996, 1998, 2000, 2002, 2004, 2006, 2008, 2010, 2012); medalista: indywidualnie – brązowy (1992 – na V szachownicy)[2],
- na drużynowych mistrzostwach świata (w roku 1993)[3],
- pięciokrotnie na drużynowych mistrzostwach Europy (w latach 1992, 2001, 2005, 2007, 2013); medalista: indywidualnie – brązowy (2001 – na I szachownicy)[4],
- na turnieju o Puchar Nordycki (Nordic Cup) (w roku 1989)[5].

W 1999 oraz 2000 dwukrotnie wystąpił na mistrzostwach świata rozgrywanych systemem pucharowym, nie osiągając sukcesów (w 1999 awansował do rundy II, a rok później odpadł w I rundzie turnieju). W 2000 r. zwyciężył w turnieju Reykjavík Open. W 2001 r. podzielił III m. (za Ivanem Sokolovem i Peterem Heine Nielsenem) w silnie obsadzonym otwartym turnieju w Reykjaviku. W 2003 r. zwyciężył w Aarhus, w 2004 r. podzielił II m. w turnieju open w Rydze (za Edvinsem Kengisem, z Mihhailem Rõtšagovem i Ilmarsem Starostitsem), natomiast w 2007 r. zwyciężył (wspólnie z Humpy Koneru) w Differdange. W 2008 r. podzielił I m. (wspólnie z Wang Hao i Wang Yue) w Reykjaviku, sukces ten powtarzając w 2009 r. (wspólnie z Jurijem Kryworuczko, Héðinnem Steingrímssonem i Mihailem Marinem).
Najwyższy ranking w dotychczasowej karierze osiągnął 1 stycznia 2002 r., z wynikiem 2604 punktów zajmował wówczas 83. miejsce na światowej liście FIDE, jednocześnie zajmując 1. miejsce wśród islandzkich szachistów.